# Potârnichești
Potârnichești – wieś w Rumunii, w okręgu Buzău, w gminie Poșta Câlnău. W 2011 roku liczyła 477 mieszkańców.